# Ernest Dusuzeau
Ernest Dusuzeau est l'un des militants sourds de France à la Belle Époque, né le 26 janvier 1846 à Compiègne et mort le 4 mai 1917 à Paris. Il est connu pour le surnom « Gambetta des sourds-muets » pendant le congrès international des sourds-muets.

## Biographie

### Enfance et métier
Devenu sourd à l’âge de quatre ans, Ernest est instruit par son père, un professeur de mathématiques qui devient directeur au collège de Compiègne, puis il étude au collège de Compiègne. En 1858, il entre à l'Institut Impérial des sourds-muets de Paris. Il obtient le baccalauréat ès-sciences à l’âge de dix-neuf ans. Puis, il passe l'agrégation de mathématiques le 23 décembre 1871. 
Dans le même temps, Ernest est d'abord moniteur en 1863, puis aspirant-répétiteur en 1865 ensuite répétiteur en 1871. Enfin, il devient professeur titularisé de mathématique en 1874.
Lors du troisième congrès international sur l'éducation des sourds, à Milan, en 1880, au terme de débats entre entendants au sujet des modes d'éducation des jeunes sourds, sans aucune consultation des sourds, l'éducation orale est choisie au détriment de l'éducation en langue des signes. Ce congrès provoque des licenciements de professeurs sourds et Ernest est mis en retraite d'office en 1887 à 42 ans.

### Vie militante
Ernest est le président de nombreux associations : Association Amicale, Fédération des Sociétés françaises de Sourds-muets, Union Nationale, Foyer de sourds-Muets, Avenir Silencieux, Alliance Républicaine. Et il est également le président d'honneur du congrès international des sourds-muets de 1889 puis le président de la section de sourds-muets du congrès international des sourds-muets de 1900 et 1912. Lors du Congrès de 1900, il défend la langue des signes : « Nous ne demandons qu'une chose : c’est que notre langue naturelle, le langage des signes, ne soit pas sacrifiée au langage articulé ». 
Et encore lors du deuxième congrès national pour l'amélioration du sort des sourds-muets en 1911, à Roubaix, il insiste que les sourds ont leur propre langue, la langue des signes : « Les Français, les Anglais, les Allemands, les Russes, les Chinois ont une langue à eux. Et nous en avons une aussi à nous, le langage des signes ! Et nous devons en être fiers... ». Et il défend contre la privation d'utilisation de la langue des signes : « Outre que c'est déjà presque un crime de priver l'enfant sourd-muet de sa langue maternelle: les signes... ».
Il est surnommé le « Gambetta des sourds-muets ». 
Ernest meurt, emporté par une maladie le 4 mai 1917.

## Vie privée
Selon Yann Cantin, Ernest Dusuzeau épouse une sourde américaine et ils ont ensemble au moins un fils.

## Distinctions et récompenses
- Chevalier de la légion d'honneur[10]
- Officier de l'Instruction publique